# Macrodorcas bisignata
Macrodorcas bisignata es una especie de coleóptero de la familia Lucanidae. Presenta las siguientes subespecies: M. b. bisignata, M. b. elsiledis y M. b. giselae.

## Distribución geográfica
Habita en Bután y Darjeeling en la India.